# Audrey Hepburn
Audrey Kathleen Ruston (Ixelles, Bélgica, 4 de mayo de 1929-Tolochenaz, Suiza, 20 de enero de 1993), más conocida artísticamente como Audrey Hepburn, fue una actriz, modelo y bailarina británica de la época dorada de Hollywood. Está considerada por el American Film Institute como la tercera mayor leyenda femenina del cine estadounidense y forma parte de la International Best Dressed List Hall of Fame.
Después de actuar en varias películas británicas y protagonizar la obra de Broadway de 1951 Gigi, interpretó el papel principal de Roman Holiday (1953), el cual le valió un Óscar a la mejor actriz. Más tarde actuando en películas de éxito como Sabrina (1954), Historia de una monja (1959), Breakfast at Tiffany's (1961), Charada (1963), My Fair Lady (1964) y Wait Until Dark (1967), recibió nominaciones a los premios Óscar, Globo de Oro y BAFTA y obtuvo un premio Tony por su actuación teatral en la obra de Broadway de 1954 Ondina. Hepburn es una de las pocas personas que han ganado un Óscar, un Emmy, un Grammy y un Tony, así como la primera actriz en ganar un Óscar, un Globo de Oro y un premio BAFTA por una sola actuación, Roman Holiday, en 1954.
Desde finales de los años 60, comenzó a actuar menos a medida que fue dedicando gran parte de su tiempo a contribuir con la organización Unicef y a su familia. Colaboró con algunas de las comunidades más profundamente desfavorecidas de África, América del Sur y Asia entre 1988 y 1992. Fue galardonada con la Medalla Presidencial de la Libertad en reconocimiento a su labor como embajadora de buena voluntad de Unicef a fines de 1992. Un mes más tarde murió de cáncer apendicular en su casa en Suiza, el 20 de enero de 1993, a la edad de 63 años. Recibió su segundo Óscar de la Academia, en este caso el premio Jean Hersholt, por su labor humanitaria a título póstumo en la ceremonia de 1993.

## Infancia y juventud
Nacida como Audrey Kathleen Ruston en Ixelles/Elsene, un municipio de Bruselas (Bélgica). Hija única del inglés Joseph Victor Anthony Ruston y de su segunda esposa, la baronesa Ella van Heemstra, una aristócrata neerlandesa que era hija del exgobernador de la Guayana Neerlandesa (Surinam), el barón Aarnoud van Heemstra. El padre de la futura actriz añadió más adelante el apellido de su abuela materna, Catherina, a la familia; y su apellido se convirtió en Hepburn-Ruston. Tenía dos hermanos por parte de madre, fruto de un primer matrimonio de su madre con el jonkheer Hendrik Gustaaf Adolf Quarles van Ufford: jonkheer Arnoud Roberto Alexander «Alex» Quarles van Ufford y jonkheer Ian Edgar Bruce Quarles van Ufford.
El padre de Hepburn trabajó en una compañía de seguros en Gran Bretaña, lo cual significó que la familia tuvo la oportunidad de viajar a menudo entre Bruselas, Inglaterra y los Países Bajos. Entre 1935 y 1938, Hepburn estudió en una academia privada femenina en Kent, Inglaterra.
En 1935, sus padres se divorciaron, y su padre, simpatizante nazi, abandonó a la familia. Ambos padres eran miembros de la Unión Británica de Fascistas a mediados de los años treinta, según Unity Mitford, amiga de Ella van Heemstra y seguidora de Adolf Hitler. Audrey llamó más adelante a este hecho «el momento más traumático de su vida». Mucho más tarde consiguió localizar a su padre en Dublín a través de la Cruz Roja. Desde entonces permaneció en contacto con él y lo apoyó financieramente hasta su muerte.
En 1939 se trasladó con su madre y sus dos medio hermanos maternos a la casa de su abuelo en Arnhem, Países Bajos. Pensaban que los Países Bajos era un lugar seguro para evitar al ejército nazi. Hepburn acudió al conservatorio de Arnhem entre 1939 y 1945, donde estudió piano y ballet clásico, que compaginaba con sus estudios escolares.

### Vida durante la Segunda Guerra Mundial
Durante su juventud, Audrey vivió la Segunda Guerra Mundial en los Países Bajos. Para ocultar sus orígenes ingleses, la madre de Audrey la llamaba Ella van Heemstra, como ella, y la obligó a hablar neerlandés. Audrey hablaba inglés, francés, neerlandés, italiano, alemán y español. Estudió para ser bailarina, pero la mala alimentación durante la guerra hizo estragos en su constitución, así que, pese a seguir estudiando y practicando, se vio en la obligación de elegir una nueva profesión, que fue la de actriz.
En 1944 Hepburn ya era una buena bailarina y, durante esta época, bailaba secretamente. El dinero que recaudaba lo donaba a la resistencia neerlandesa. Sobre esta época dijo más adelante: «El mejor público que he tenido; no hacía ni un solo sonido al terminar mi actuación».
Con el desembarco de las tropas aliadas en Normandía el día D, las cosas en los Países Bajos empeoraron drásticamente. Durante el invierno de 1944 los alemanes confiscaron los alimentos y combustibles de la población neerlandesa. Sin comida ni calor en los hogares, la gente moría de hambre y frío en las calles. Hepburn y muchos otros hacían harina a partir de tulipanes con los que podían cocinar galletas y tartas. La ciudad neerlandesa de Arnhem fue devastada durante el bombardeo aliado, como parte de la fallida operación Market Garden. Su tío Otto van Limburg y un primo de su madre fueron fusilados como miembros de la resistencia, su hermano Ian fue capturado y estuvo en un campo de trabajo. Las carencias alimenticias se hicieron patentes y Hepburn sufrió anemia y problemas respiratorios. En 1991 Hepburn dijo: «Tengo recuerdos. Recuerdo estar en la estación de tren viendo cómo se llevaban a los judíos, y recuerdo en particular a un niño con sus padres, muy pálido, muy rubio, usando un abrigo que le quedaba muy grande, entrando en el tren. Yo era una niña observando a un niño».
Hepburn también notó las semejanzas entre ella y Ana Frank. «Tenía exactamente la misma edad que Ana Frank. Ambas teníamos diez años cuando empezó la guerra y quince cuando acabó. Un amigo me dio el libro de Ana en neerlandés en 1947. Lo leí y me destruyó. El libro tiene ese efecto sobre muchos lectores, pero yo no lo veía así, no sólo como páginas impresas; era mi vida. No sabía lo que iba a leer. No he vuelto a ser la misma, me afectó profundamente».
«Vimos fusilamientos. Vimos a hombres jóvenes ponerse contra la pared y ser tiroteados. Cerraban la calle y después la volvían a abrir y podías pasar por ese mismo lugar. Tengo marcado un lugar en el diario, en el cual Ana (Frank) dice que han fusilado a cinco rehenes. Ese fue el día en que fusilaron a mi tío. En las palabras de esa niña yo leía lo que aún sentía en mi interior. Esa niña que había vivido entre cuatro paredes había hecho un reportaje completo de todo lo que había vivido y sentido». Vivían además en uno de los puntos neurálgicos de la guerra, en Arnhem, escenario de una de las batallas más cruentas del conflicto:

Nos manteníamos con una rebanada de pan hecho con cualquier cereal y un plato de sopa aguada elaborada con una sola patata.

Pero esos terribles años no eran del todo malos, y Hepburn podía vivir algo su niñez. Siguiendo con los paralelismos con la vida de Anne Frank, dice: «El espíritu de supervivencia es muy fuerte en las palabras de Ana Frank. En un momento dice «estoy deprimida» y al siguiente te habla de que quiere montar en bici. Ella es la muestra de una infancia en terribles circunstancias».
Una manera con la cual Audrey Hepburn pasaba el tiempo era dibujando. Algunos de sus dibujos pueden verse hoy día.
El país fue liberado por las fuerzas aliadas y la Administración de las Naciones Unidas para el Auxilio y la Rehabilitación intervino en el mismo. Hepburn dijo en una entrevista que entonces se comió un paquete entero de leche condensada y se puso enferma por el exceso de azúcar. Estas experiencias contribuyeron a que Audrey Hepburn estuviera siempre al lado de Unicef durante el resto de su vida.

### Formación como bailarina
En 1945, al finalizar la guerra, Hepburn abandonó el conservatorio de Arnhem y se mudó a Ámsterdam donde tomó clases de ballet con Sonia Gaskell. En 1948 se fue a Londres y siguió estudiando ballet, esta vez de mano de la reconocida Marie Rambert, profesora de Vaclav Nijinsky, uno de los mayores bailarines de la historia de la danza. De vez en cuando Hepburn le preguntaba a Rambert sobre su futuro, a lo que ella le respondía que podría seguir allí y tener una gran carrera, pero el hecho de que fuera relativamente alta (1,69 m), sumado a su delgadez a causa de la malnutrición durante la ocupación alemana no le permitiría tener un buen futuro como primera bailarina. Pero Hepburn quería sobresalir, así que confió en su mentora e intentó la actuación. Además, la situación económica de la familia Hepburn no le permitiría continuar con sus estudios, y Audrey, necesitada de dinero, se replanteó el empezar a actuar, ya que esta profesión estaba mejor pagada que la de bailarina. Rambert dijo después sobre Hepburn: «Era una estudiante maravillosa; si hubiera seguido, podría haberse convertido en una bailarina excepcional». Al hambre de la guerra y las miserias afectivas se sumó el perfeccionismo de la disciplina de la danza, lo que derivó en una anorexia nerviosa que siempre se esforzó por ocultar; en sus Memorias José Luis Vilallonga afirma que sus almuerzos no pasaban de un ala de pollo y una hoja de lechuga.

## Carrera profesional

### Primeros años de actriz
Su primera película de Hollywood fue la mítica Vacaciones en Roma, de William Wyler, donde era una princesa decidida a pasar un día como una turista normal en la Ciudad Eterna, donde recibe la interesada ayuda de un intrépido periodista, encarnado por Gregory Peck. «En Audrey no había ni pizca de mezquindad ni de egoísmo. Tenía muy buen carácter y supongo que la gente se daba cuenta de eso. No era chismosa, traidora, mezquina ni ambiciosa, características que tanto abundan en este negocio. Es fácil querer a Audrey», comentó Peck. Por este trabajo, la actriz se convirtió en una celebridad internacional y obtuvo un merecido Oscar a la mejor actriz.

### Vacaciones en Roma
En un primer momento los productores querían a Elizabeth Taylor para el papel protagonista, pero el director William Wyler quedó impresionado por la prueba de cámara de Audrey, en la cual se dejó la cámara quieta y se le empezaron a realizar una serie de preguntas a la actriz, que no sabía que la cámara estaba grabando. Sus respuestas y sinceridad demostraron su enorme talento y Wyler no dudó en contratarla. Wyler dijo: «Tiene todas las cosas que busco: encanto, inocencia y talento. Además es muy divertida. Es absolutamente encantadora. No dudamos en decir que es nuestra chica». Su compañero de reparto, Gregory Peck, ya era una estrella consagrada y en el póster de la película su nombre tenía más importancia que el «presentando a Audrey Hepburn». Cuando acabó el rodaje, Peck llamó a su agente e hizo que le dieran la misma importancia a los dos nombres. Peck predijo que ella ganaría el Óscar. Ambos, Hepburn y Peck, conectaron durante el rodaje, incluso hubo rumores de que tuvieron una relación amorosa, rumores desmentidos por ambos. Sin embargo, Audrey añadió: «En realidad, sientes algo de amor por tu pareja en la película. Si vas a interpretar un romance, tienes que sentirlo. No lo puedes hacer de otra manera. Pero no lo lleves más allá del plató». Debido al gran éxito de Vacaciones en Roma, Hepburn fue portada de la revista Time el 7 de septiembre de 1953.
Su interpretación recibió las alabanzas de los críticos. «Aunque no es precisamente una recién llegada al mundo de la interpretación, Audrey Hepburn, la actriz belga que se mete en la piel de la princesa Anne, está espléndida, bellísima, alternando sus escenas de la realeza y las más infantiles durante su búsqueda de placeres básicos y del amor. Aunque sonríe al final de la película, ella sigue siendo una persona lamentablemente sola que hace frente a un futuro difícil». Hepburn se refirió en el futuro a Vacaciones en Roma como su película más querida, ya que fue la que la hizo una estrella.
Después de los cuatro meses de rodaje de Vacaciones en Roma viajó a Nueva York para seguir con las funciones de Gigi. Antes de incorporarse al rodaje de Vacaciones en Roma, Audrey estuvo actuando con el musical en Los Ángeles y San Francisco. Esto fue posible ya que tenía un contrato con Paramount que le permitía tener doce meses entre película y película para dedicarse al teatro.
Audrey con su glamur y su belleza, demostró en Vacaciones en Roma que también valía como actriz y con su «I wanna say thank you to...» recibió el Óscar a la Mejor Actriz, el único que recibiría en toda su carrera.

### Estrella de Hollywood

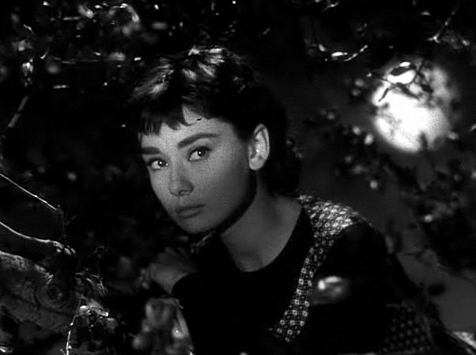
Hepburn en Sabrina (1954)

Después de Vacaciones en Roma, trabajó con Humphrey Bogart y William Holden en la comedia romántica de Billy Wilder, Sabrina. Audrey fue enviada al diseñador Hubert de Givenchy para que decidiera su vestuario en la película. Cuando le dijeron a Givenchy que «Miss Hepburn» venía a verlo, pensó en Katharine Hepburn, no en Audrey. En un primer momento, rechazó vestirla, pero al final rectificó. Audrey y Givenchy mantuvieron una fuerte amistad durante el resto de sus vidas. Durante la filmación de Sabrina, Audrey y William Holden mantuvieron una relación amorosa. Su papel de Sabrina le valió una nominación al Óscar, premio que finalmente fue a parar a manos de Grace Kelly.
En 1954, Hepburn volvió a los escenarios para protagonizar Ondine, de Jean Giraudoux, junto al que más tarde sería su marido, Mel Ferrer. Siguió protagonizando la obra durante el resto del año. Ese mismo año recibiría el Globo de Oro a la mejor actriz y el Óscar por su papel en Vacaciones en Roma. Seis semanas después de recibir el Óscar, Hepburn recibió el premio Tony por su obra Ondine, convirtiéndose así en una de las tres únicas actrices en ganar el Óscar y el Tony el mismo año —las otras dos son Shirley Booth y Ellen Burstyn—.
Siendo ya una de las actrices más taquilleras de Hollywood, Audrey Hepburn contó con compañeros de reparto de la talla de Humphrey Bogart (Sabrina), Fred Astaire (Funny Face), Maurice Chevalier y Gary Cooper (Love in the Afternoon), William Holden (Encuentro en París), George Peppard (Breakfast at Tiffany's), Cary Grant (Charada), Rex Harrison (My Fair Lady), Peter O'Toole (Como robar un millón y...) y Sean Connery (Robin y Marian). Muchos de estos actores se convirtieron en personas muy cercanas a la actriz. Rex Harrison la llamó su «principal dama» —Hepburn se hizo muy amiga de la bailarina británica Kay Kendall, que era la mujer de Harrison—; Cary Grant amaba el sentido del humor de Hepburn. «Todo lo que pido por Navidad es otra película junto a Audrey Hepburn» dijo una vez; y Gregory Peck se convirtió en uno de sus amigos más íntimos. Después de la muerte de la actriz, Peck fue a la cámara y recitó su poema favorito, Unending Love de Rabindranath Tagore. Algunos creen que Audrey y Humphrey no mantuvieron su amistad, pero era falso. Como ella después diría: «A veces los tipos más duros resultan ser los más sensibles, como Bogey lo es conmigo».
En 1957 actuó en Una cara con ángel, una de sus películas favoritas debido a que conseguía bailar con Fred Astaire. A esta la siguió Historia de una monja, uno de sus papeles más dramáticos y atrevidos. Sobre este papel Films in Review dijo: «Su papel callará a todos los que dijeron que es solo un símbolo de mujer sofisticada. Su interpretación de la hermana Luke es una de las mejores actuaciones del cine». Audrey recibió una nominación a los Óscar por este papel. Simone Signoret fue la agraciada con el galardón en este ocasión.

### Breakfast at Tiffany's

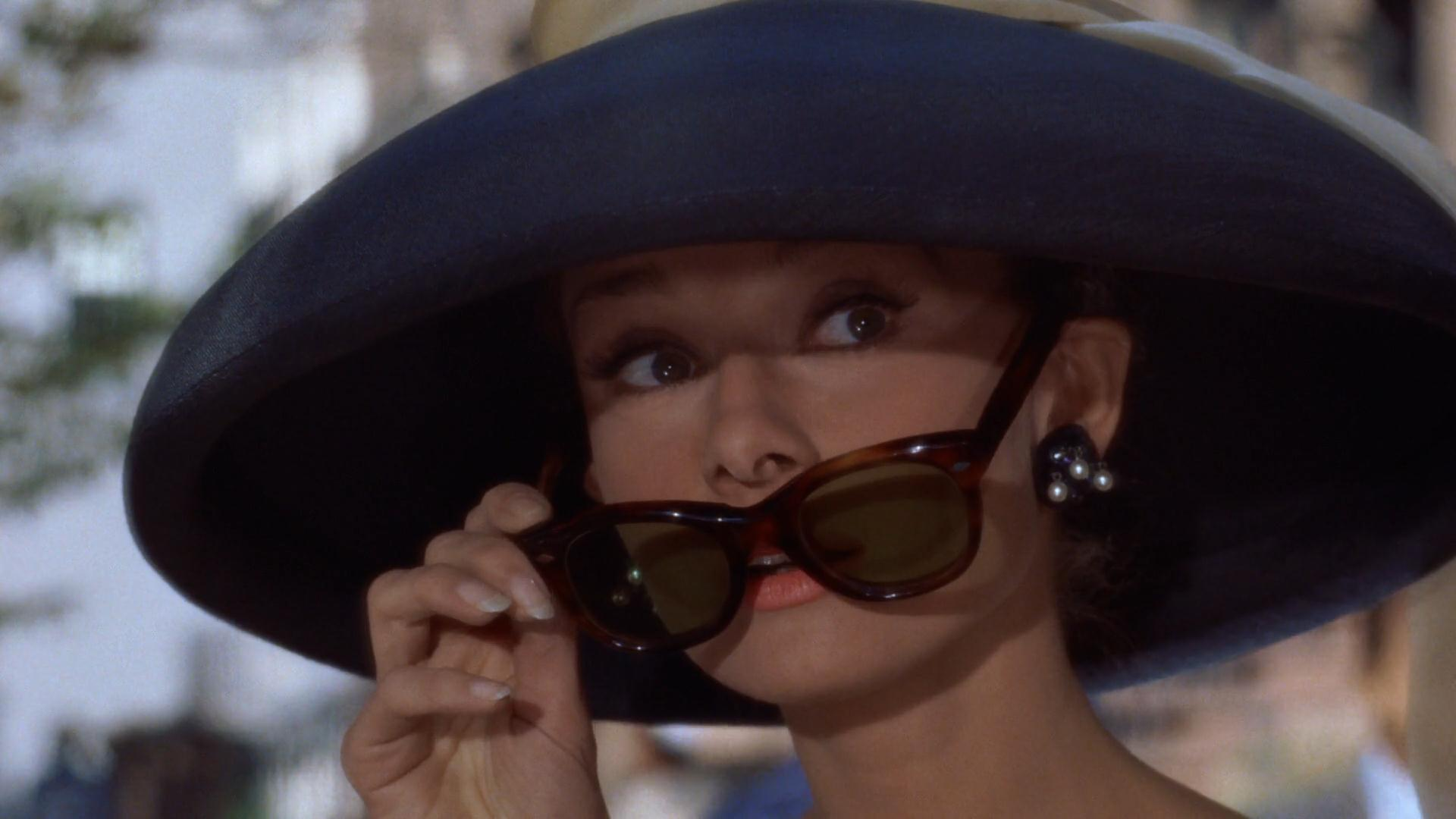
Hepburn en Breakfast at Tiffany's (1961)

Su interpretación de Holly Golightly en Breakfast at Tiffany's (1961) la convirtió en un icono del cine americano. Ella definió su papel como «el más jazz de mi carrera». Cuando fue interrogada sobre su nuevo papel dijo: «Soy introvertida. Actuar para ser una chica extrovertida es la cosa más difícil que he hecho en mi vida». El elegante vestuario que usó en la película estaba diseñado por Givenchy. Además, se puso mechas rubias en el cabello, look que también conservó fuera de la pantalla. Este papel, sin lugar a dudas el más popular de su carrera, estaba originariamente pensado para Marilyn Monroe. Truman Capote, el autor de la novela en que se basa la película, además de guionista, era un gran amigo de la polémica actriz. Cuando Marylin rechazó el papel debido a que quería dejar de interpretar a «chicas ingenuas» y este le llegó a Audrey, el personaje de Holly sufrió varios cambios; entre ellos, el personaje dejaba de ser bisexual para ser heterosexual. Además, su trabajo de prostituta de lujo queda mucho más difuso y en ningún momento se hace la más mínima referencia a este hecho. Su magnífica interpretación recibiría otra nominación a los Óscar, pero el premio fue a parar a la italiana Sophia Loren por Dos mujeres.
Hepburn se había estabilizado como una de las actrices más populares de Hollywood. En 1963 le cantó el «Feliz cumpleaños» al presidente Kennedy como Marilyn Monroe había hecho un año antes. A pesar de todo ello, Audrey vivió una vida mucho más reservada y humilde que la mayoría de las estrellas hollywoodienses, como demuestra el hecho de que viviera en casas, no en mansiones, y que cultivaba su propio huerto, además de su vocación por Unicef y sus múltiples viajes humanitarios a África.

### My Fair Lady

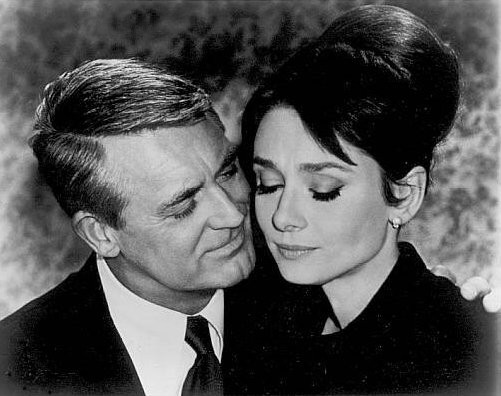
Con Cary Grant en Charada (1963)

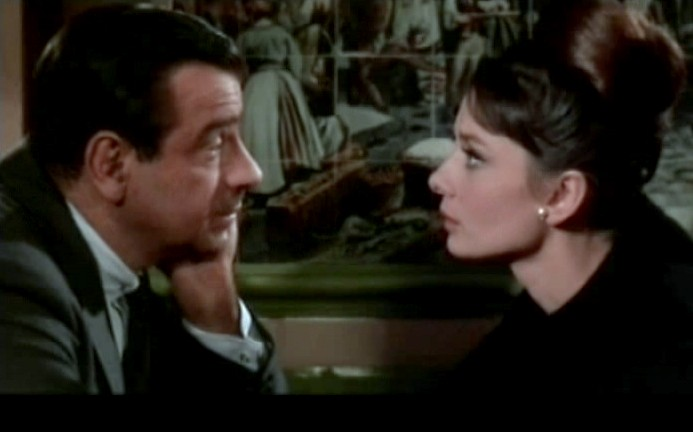
Con Walter Matthau en Charada

Con Shirley MacLaine protagonizó en 1961 La Calumnia, dirigido por William Wyler, uno de sus trabajos más complicados y polémicos al tratar el tema del lesbianismo. William Wyler, para recibir la aprobación de la Motion Picture Production Code, cortó gran parte del material en el que se hacía referencia implícita o explícita a la homosexualidad de Martha, el personaje interpretado por McLaine. Tal vez debido a la censura de la época, la película y la actuación de Hepburn pasaron prácticamente inadvertidas tanto por la crítica como por el público.
En 1963 protagonizaría junto a Cary Grant Charada, excelente parodia de las películas de suspense de Alfred Hitchcock.
A este papel lo siguió el de My Fair Lady, de George Cukor, de la que se dijo que era la película más esperada desde Lo que el viento se llevó. Eligieron a Audrey como protagonista por encima de la por entonces desconocida Julie Andrews, quien había protagonizado el mismo papel en el musical de Broadway. La decisión de no contar con Andrews se tomó antes de contratar a Hepburn, quien en un principio rechazó el papel y pidió que se lo dieran a Julie Andrews, pero cuando se enteró de que iba a ir a manos de Elizabeth Taylor, quien también competía por ser la protagonista del filme, lo aceptó. Los productores estaban de acuerdo en que Hepburn era la opción perfecta. La polémica elección de Hepburn sobre Andrews también provocó la ira del actor Rex Harrison, quien había actuado junto a Andrews en la obra musical original. Harrison se encontraba molesto con la decisión del papel de Eliza alegando: «Se supone que Eliza Doolittle se sintiera incómoda en los bailes europeos. La maldita Audrey jamás ha pasado su vida fuera de los bailes europeos». Harrison, en una entrevista después, se arrepintió de lo dicho y cuando le preguntaron quién fue su mejor acompañante durante su carrera sin pensarlo dijo: «Audrey Hepburn». Julie Andrews tenía que filmar Mary Poppins, que fue estrenada el mismo año que My Fair Lady. En un primer momento, se decidió que Audrey Hepburn rodaría las escenas musicales de la película, pero no las cantaría. De eso se encargaba Marni Nixon, quien dobló todas sus canciones. Pero aun así, Hepburn grabó las canciones. En el montaje final de la película se optó por las de Marni Nixon, que también están recogidas en los CD, y no las de Hepburn, que están presentes en documentales y material extra en los DVD. solo varios números pertenecen a la actriz, como Just You Wait y I Could Have Danced All Night. Cuando le preguntaron por los cambios de voz de los números musicales de la película, simplemente respondió: Se notaba ¿no? Y ahi estaba Rex, grabando todas sus canciones mientras actuaba... la próxima vez y no dijo más. Dejando a un lado el doblaje, la actuación de Audrey era excelente, «Audrey Hepburn está magnífica, ella es la "Eliza" que se recordará», dijo Gene Ringgold, crítico de cine.
La polémica sobre el reparto de la película alcanzó su cenit en la temporada de los Oscar de 1964-1965, cuando Audrey no estaba nominada por su papel de Eliza, pero sí lo estaba Julie Andrews por Mary Poppins. Los medios hicieron referencia a la rivalidad entre las dos actrices, cuando incluso ellas mismas la negaban. El Óscar finalmente recayó en Julie Andrews.
Audrey Hepburn es la actriz que ha presentado más veces el premio Oscar a la mejor película durante la ceremonia de entrega, cuatro en total.[cita requerida]

### Últimos papeles

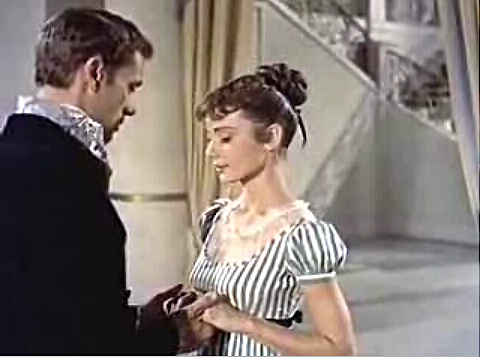
Audrey Hepburn y Mel Ferrer en Guerra y paz

A partir de 1967, después de quince años de éxitos sobresalientes en el cine, comenzó a participar en películas únicamente de forma ocasional. Hay que destacar el thriller Wait Until Dark (1967), donde encarnaba a una mujer ciega acosada por criminales, y Robin y Marian (1976) con Sean Connery. Su último papel lo interpretó en 1988, en la película Always, de Steven Spielberg, donde daba vida a un ángel, poco antes de ser nombrada embajadora especial de Unicef.
Su última aparición en el cine se produjo en 1989. Desde entonces y hasta su muerte en 1993, Hepburn colaboró activamente con Unicef, convirtiéndose en embajadora de buena voluntad.

### Trabajo para Unicef
Una de las cosas que más destacaron en sus últimos años fue la dedicación, por encima de su salud, a las causas del sida o la malnutrición de los niños en todo el mundo. En 1992, tres meses antes de su muerte y ya desahuciada, Hepburn hizo su último viaje a Somalia, un acto que siempre fue muy agradecido por Unicef y que engrandecía aún más su ya sencilla y humana forma de entender la vida. A través de esta organización, Hepburn dedicó el resto de su vida a ayudar a los niños necesitados en los países más pobres. En Unicef todavía recuerdan su dedicación y entrega a la causa, que databa desde el año 1955 y que, poco a poco, fue ganando peso en su vida. Cabe destacar su estatua en la sede Unicef de Nueva York, inaugurada en el año 2000.

## Matrimonios y familia
Hepburn estuvo casada en dos ocasiones, la primera con el actor Mel Ferrer, con el que tuvo un hijo, Sean, que actualmente gestiona la fundación Audrey Hepburn Childhood, y la segunda con Andrea Dotti, un médico italiano con quien tuvo su segundo hijo, Luca. El padrino de Sean es el autor escocés, A. J. Cronin. Hepburn confesó que el fracaso de estos dos matrimonios le hizo sufrir mucho. En los últimos años mantuvo una relación con Robert Wolders, viudo de Merle Oberon, un neerlandés con el que compartía labores humanitarias y su gusto por las cosas sencillas.

## Defunción

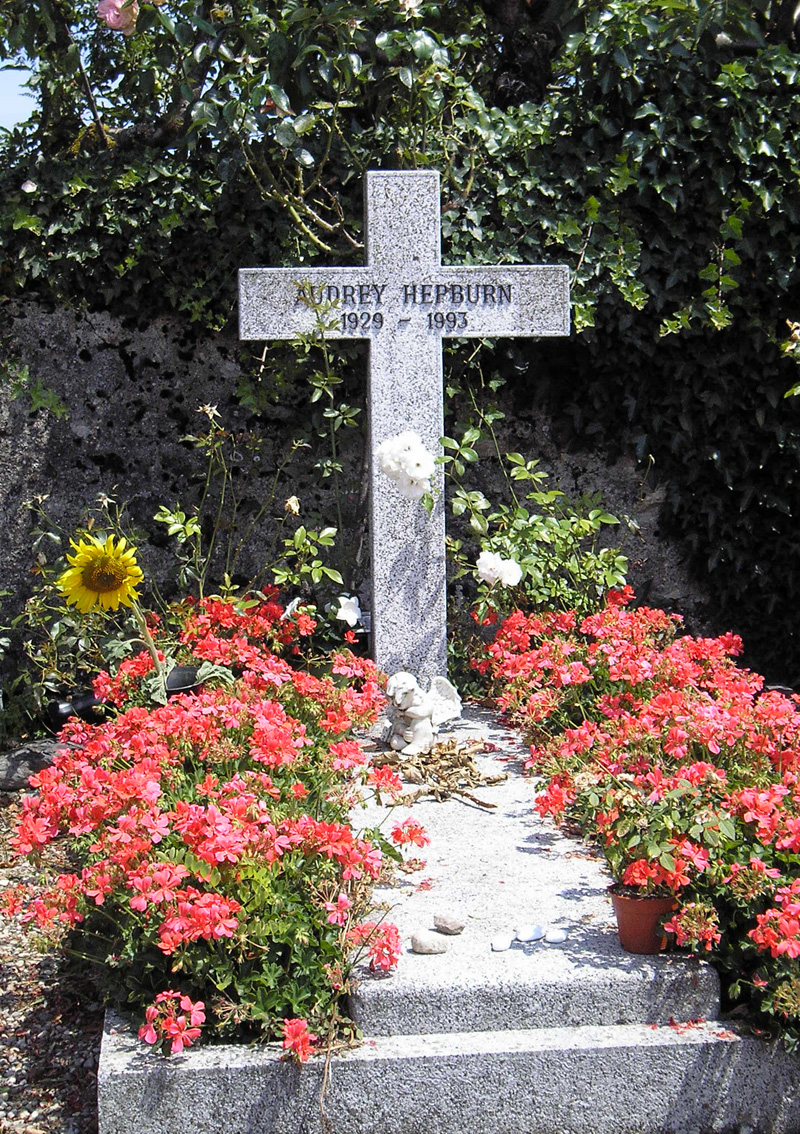
Tumba de Hepburn en Tolochenaz (Suiza)

Falleció debido a un pseudomixoma peritoneal en su casa de Tolochenaz, en Suiza, el 20 de enero de 1993 a los 63 años de edad. Ese mismo día, Elizabeth Taylor dijo que «Dios estará contento de tener un ángel como Audrey con Él».
A pesar de que nunca hizo ostentación de joyas y rechazó ser imagen de la marca, la joyería Tiffany, la que había popularizado en Desayuno con diamantes, le dedicó un escaparate con la frase «My Huckleberry friend», de la canción «Moon River».

## Legado
El American Film Institute nombró a Hepburn como la tercera actriz femenina más relevante de todos los tiempos. Incluso en sus últimos años, Hepburn mantuvo una presencia visible en el mundo del cine. Recibió un homenaje de la Sociedad Cinematográfica del Lincoln Center en 1991 y fue una presentadora frecuente en los Premios de la Academia. Asimismo, Hepburn fue galardonada con cuatro premios póstumos, incluido el Premio Humanitario Jean Hersholt 1993, así como varios Grammy y Emmy. También ha sido objeto de muchas biografías después de su muerte, y en el 2000 se estrenó una dramatización de su vida titulada La vida de Audrey Hepburn, protagonizada por Jennifer Love Hewitt y Emmy Rossum en los papeles de Hepburn adulta y niña respectivamente. La película concluye con imágenes reales de Audrey Hepburn durante una de sus últimas apariciones públicas en calidad de colaboradora de Unicef.

## Audrey Hepburn en la actualidad

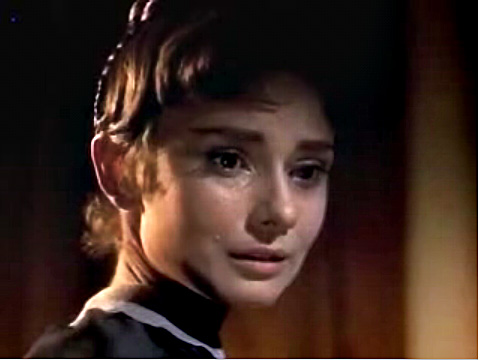
En Guerra y paz

En 2007 se subastó un traje que lució la actriz en la película Breakfast at Tiffany's por un precio de 467200 libras (700500 euros), destinando el dinero a un proyecto impulsado por el escritor Dominique Lapierre para dos escuelas en Bengala.
Muchos querían ver a Audrey Hepburn como un icono de la moda, pero ella misma siempre huía de etiquetas y de falsos premios, por lo que siempre se mantuvo fiel a Givenchy, el modista que creó para ella su perfume L'Interdit.

## Filmografía
| Año  | Película               | Papel                   | Notas                                                               |
| ---- | ---------------------- | ----------------------- | ------------------------------------------------------------------- |
| 1948 | Holanda en 7 lecciones | Azafata                 |                                                                     |
| 1951 | One wild oat           | Recepcionista del hotel | Sin acreditar                                                       |
| 1951 | Risa en el paraíso     | Chica que fuma          |                                                                     |
| 1951 | Oro en barras          | Chiquita                |                                                                     |
| 1951 | Young wives' tales     | Eve Lester              |                                                                     |
| 1952 | Secret people          | Nora Brentano           |                                                                     |
| 1952 | Monte Carlo Baby       | Linda Farrell           | Filmó simultáneamente la versión inglesa y francesa de la película. |
| 1953 | Roman Holiday          | Princesa Anna           | Ganadora de un Óscar                                                |
| 1954 | Sabrina                | Sabrina Fairchild       | Nominada a un Óscar                                                 |
| 1956 | Guerra y paz           | Natasha Rostova         |                                                                     |
| 1957 | Funny Face             | Jo Stockton             |                                                                     |
| 1957 | Love in the Afternoon  | Ariane Chavasse         |                                                                     |
| 1959 | La flor que no murió   | Rima                    |                                                                     |
| 1959 | Historia de una monja  | Hermana Lucas           | Nominada a un Óscar                                                 |
| 1960 | The Unforgiven         | Rachel Zachary          |                                                                     |
| 1961 | Breakfast at Tiffany's | Holly Golightly         | Nominada a un Óscar                                                 |
| 1961 | The Children's Hour    | Karen Wright            |                                                                     |
| 1963 | Charade                | Regina Lampert          |                                                                     |
| 1964 | Paris When It Sizzles  | Gabrielle Simpson       |                                                                     |
| 1964 | My Fair Lady           | Eliza Doolittle         |                                                                     |
| 1966 | How to Steal a Million | Nicole Bonnet           |                                                                     |
| 1967 | Two for the Road       | Joanna Wallace          |                                                                     |
| 1967 | Wait Until Dark        | Susy Hendrix            | Nominada a un Óscar                                                 |
| 1976 | Robin y Marian         | Lady Marian             |                                                                     |
| 1979 | Bloodline              | Elizabeth Roffe         |                                                                     |
| 1981 | They All Laughed       | Angela Niotes           |                                                                     |
| 1989 | Always                 | Hap                     |                                                                     |

## Premios
Premios Óscar
| Año  | Categoría                        | Película               | Resultado |
| ---- | -------------------------------- | ---------------------- | --------- |
| 1954 | Mejor actriz                     | Vacaciones en Roma     | Ganadora  |
| 1955 | Mejor actriz                     | Sabrina                | Nominada  |
| 1960 | Mejor actriz                     | Historia de una monja  | Nominada  |
| 1962 | Mejor actriz                     | Breakfast at Tiffany's | Nominada  |
| 1968 | Mejor actriz                     | Sola en la oscuridad   | Nominada  |
| 1993 | Premio Humanitario Jean Hersholt |                        | Ganadora  |

Premios Globos de Oro
| Categoría              | Película                  | Resultado |
| ---------------------- | ------------------------- | --------- |
| Mejor actriz - Drama   | Vacaciones en Roma        | Ganadora  |
| Henrietta Award        | Actriz favorita del mundo | Ganadora  |
| Mejor actriz - Drama   | Guerra y paz              | Nominada  |
| Mejor actriz - Comedia | Love in the Afternoon     | Nominada  |
| Mejor actriz - Drama   | Historia de una monja     | Nominada  |
| Mejor actriz - Comedia | Breakfast at Tiffany's    | Nominada  |
| Mejor actriz - Comedia | Charada                   | Nominada  |
| Mejor actriz - Comedia | My Fair Lady              | Nominada  |
| Mejor actriz - Comedia | Dos en la carretera       | Nominada  |
| Mejor actriz - Drama   | Sola en la oscuridad      | Nominada  |
| Cecil B. DeMille Award |                           | Ganadora  |

Festival Internacional de Cine de San Sebastián
| Año  | Categoría                                 | Película              | Resultado |
| ---- | ----------------------------------------- | --------------------- | --------- |
| 1959 | Premio Zulueta de interpretación femenina | Historia de una monja | Ganadora  |

Estrella en el paseo de la fama de Hollywood
- Estrella en el paseo de la fama en el 1650 de Vine Street.

Premios BAFTA
| Categoría    | Película              | Resultado |
| ------------ | --------------------- | --------- |
| Mejor actriz | Vacaciones en Roma    | Ganadora  |
| Mejor actriz | Sabrina               | Nominada  |
| Mejor actriz | Guerra y paz          | Nominada  |
| Mejor actriz | Historia de una monja | Ganadora  |
| Mejor actriz | Charada               | Ganadora  |

Premios Premios Golden Laurel
| Año  | Película               | Categoría                                | Resultado      |
| ---- | ---------------------- | ---------------------------------------- | -------------- |
| 1958 | Love in the Afternoon  | Mejor interpretación femenina en comedia | Primer puesto  |
| 1958 |                        | Mejor estrella femenina                  |                |
| 1960 | Historia de una monja  | Mejor interpretación dramática femenina  | Segundo puesto |
| 1960 |                        | Mejor estrella femenina                  | Nominada       |
| 1961 |                        | Mejor estrella femenina                  | Nominada       |
| 1962 | Desayuno con diamantes | Mejor interpretación femenina en comedia | Tercer puesto  |
| 1962 |                        | Mejor estrella femenina                  | Tercer puesto  |
| 1962 | La calumnia            | Mejor interpretación dramática femenina  | Nominada       |
| 1963 |                        | Mejor estrella femenina                  | Nominada       |
| 1964 | Charada                | Mejor interpretación femenina en comedia | Tercer puesto  |
| 1964 |                        | Mejor estrella femenina                  | Nominada       |
| 1965 |                        | Mejor estrella femenina                  | Nominada       |
| 1965 | My fair lady           | Mejor interpretación femenina en comedia | Tercer puesto  |
| 1966 |                        | Mejor estrella femenina                  | Nominada       |
| 1968 |                        | Mejor estrella femenina                  | Nominada       |
| 1968 |                        | Principal estrella femenina              | Segundo puesto |
| 1968 | Sola en la oscuridad   | Interpretación dramática femenina        | Tercer puesto  |

Premio David de Donatello
| Año  | Categoría               | Película               | Resultado |
| ---- | ----------------------- | ---------------------- | --------- |
| 1960 | Mejor actriz extranjera | Historia de una monja  | Ganadora  |
| 1962 | Mejor actriz extranjera | Desayuno con diamantes | Ganadora  |
| 1965 | Mejor actriz extranjera | My fair lady           | Ganadora  |

## Reconocimientos
| Reconocimiento                                                                                        | Año  |
| --- | ---- |
| Dedicatoria de la calle Audrey Hepburn Laan, en Doorn, Países Bajos                                   | 1959 |
| Variety Club of New York: Premio Humanitario                                                          | 1976 |
| Comandeur de l'Ordre des Arts et des Lettres                                                          | 1987 |
| The International Danny Kaye Award for Children                                                       | 1988 |
| Premio Humanitario Internacional                                                                      | 1989 |
| Premio Prix d'Humanité                                                                                | 1989 |
| Llave de la ciudad de Chicago                                                                         | 1990 |
| Premio Children's Champion, Unicef                                                                    | 1990 |
| Proclamación del Día de Audrey Hepburn(28 de febrero) por parte del alcalde de Forth Worth, Texas     | 1991 |
| Llaves de la ciudad de Forth Worth                                                                    | 1991 |
| Certificado al Mérito por la Tarea de Embajadora de Unicef                                            | 1991 |
| Premio a Toda una Distinguida Vida Internacional: Premio Internacional Audrey Hepburn Sigma Theta Tau | 1991 |
| Premio Sindaci per L'infanzia, Unicef                                                                 | 1991 |
| Oremio Champion of Children (Children´s Institute International)                                      | 1991 |
| Llave de la ciudad de San Francisco                                                                   | 1992 |
| Premio Humanitario Jean Hersholt                                                                      | 1992 |
| Premio Internacional Humanitario Una mujer especial                                                   | 1998 |